# Гундреминген
Гундреминген (њем. Gundremmingen) општина је у њемачкој савезној држави Баварска. Једно је од 34 општинска средишта округа Гинцбург. Према процјени из 2010. у општини је живјело 1.536 становника. Посједује регионалну шифру (AGS) 9774136.

## Географски и демографски подаци
Гундреминген се налази у савезној држави Баварска у округу Гинцбург. Општина се налази на надморској висини од 437 метара. Површина општине износи 10,8 km². У самом мјесту је, према процјени из 2010. године, живјело 1.536 становника. Просјечна густина становништва износи 142 становника/km².

## Међународна сарадња
| Мјесто | Држава    | Врста сарадње | Од    |
| ------ | --------- | ------------- | ----- |
|        | Француска | партнерство   | 1984. |
| Извор  |           |               |       |